# René Swartenbroekx
René Swartenbroekx (As, 7 oktober 1935) is een Vlaamse auteur en scenarist. Hij schreef verschillende jeugdboeken.
Swartenbroekx is meer dan dertig jaar onderwijzer geweest in een school in Waterschei. Hij debuteerde in 1964 als auteur en schreef boeken zoals Je ziet maar, Nooit meer bang zijn, Dit moet ik je vertellen, Spot uit en ook Duupje, in tijdschriften verschijnen soms kortverhalen en cursiefjes.
Vanaf 1984 werd Swartenbroekx voltijds schrijver, scenarist en regisseur. Zo schreef hij mee aan scenario's voor de tv-reeksen F.C. De Kampioenen (1990-2007), Alfa Papa Tango en hij schreef ook enkele afleveringen van Samson en Gert. Daarnaast regisseerde hij enkele toneelwerken en musicals zoals "Met het hart van een clown". In zijn vrije tijd regisseert hij de toneelgroep Nieuw Genker Toneel, waarmee hij het Koninklijk Landjuweel gewonnen heeft voor "De lege cel".
Verschillende van zijn boeken werden eveneens bekroond. Hij kreeg onder andere de John Flandersprijs, de Mathias Kempprijs, de Sabamprijs voor toneel, de Prijs literatuur van de Provincie Limburg, het Beste Jeugdboek Knokke-Heist en de vijfjaarlijkse Lod Lavkiprijs in 1979.
Naast een reeks avonturenverhalen was de multiculturele omgeving waarin hij woonde en les gaf, ook een inspiratiebron voor heel wat boeken. Migratie in Het grote avontuur van Giovanni 1965) en Reis tussen twee dromen (1974), reeds in 1970 het Joods-Palestijns conflict in Ali, de guerillero, of interculturele relaties in De lege cel (1978).
Zijn dochter, An Swartenbroekx werd bekend door haar rol als Bieke Crucke in de populaire Vlaamse televisiereeks F.C. De Kampioenen. Zijn zoon Geert is gemeenteraadslid en oud-schepen in de stad Genk.